# Пастушок парагвайський
Пастушок парагвайський (Aramides saracura) — вид журавлеподібних птахів родини пастушкових (Rallidae). Мешкає в Південній Америці.

## Опис

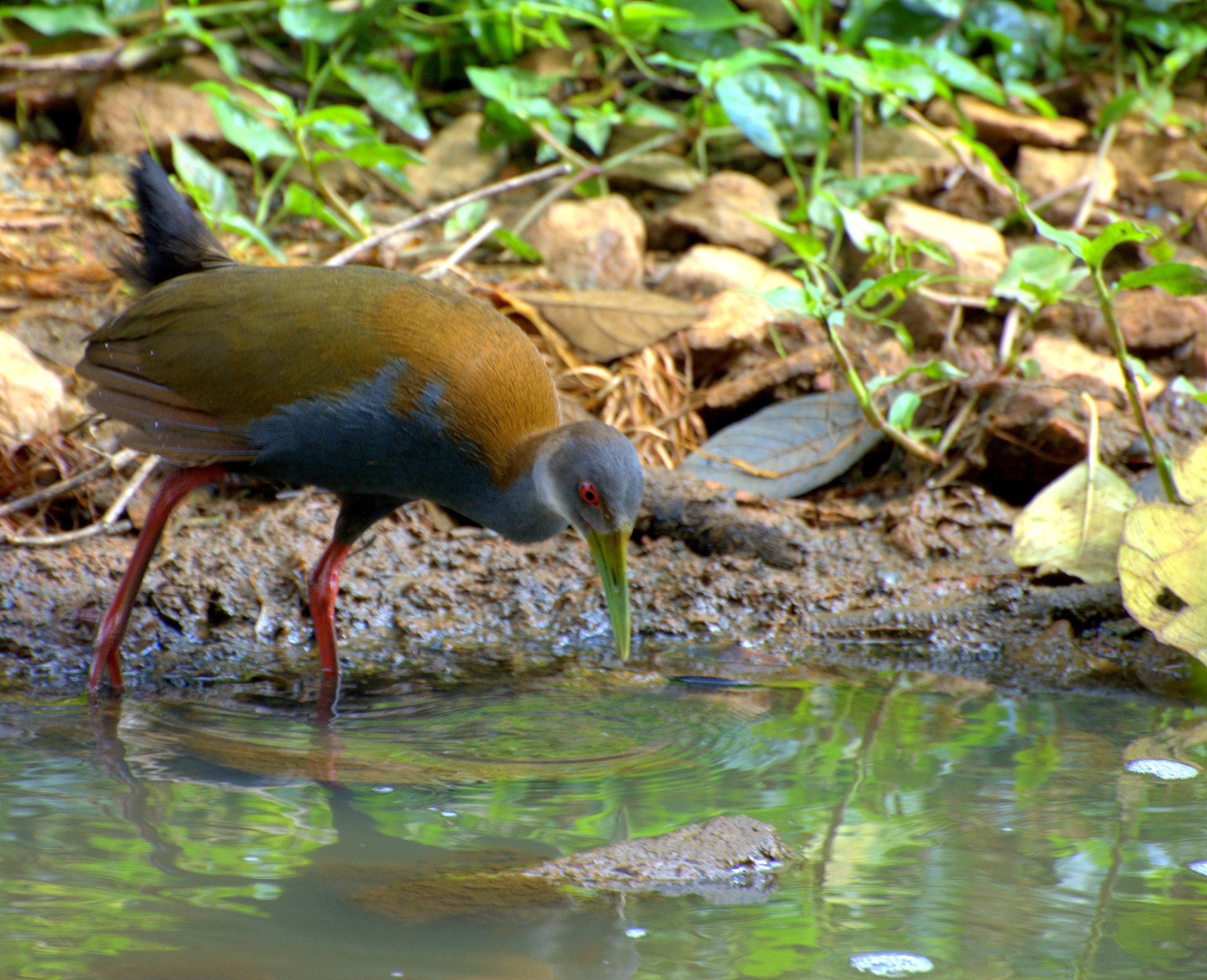
Парагвайський пастушок

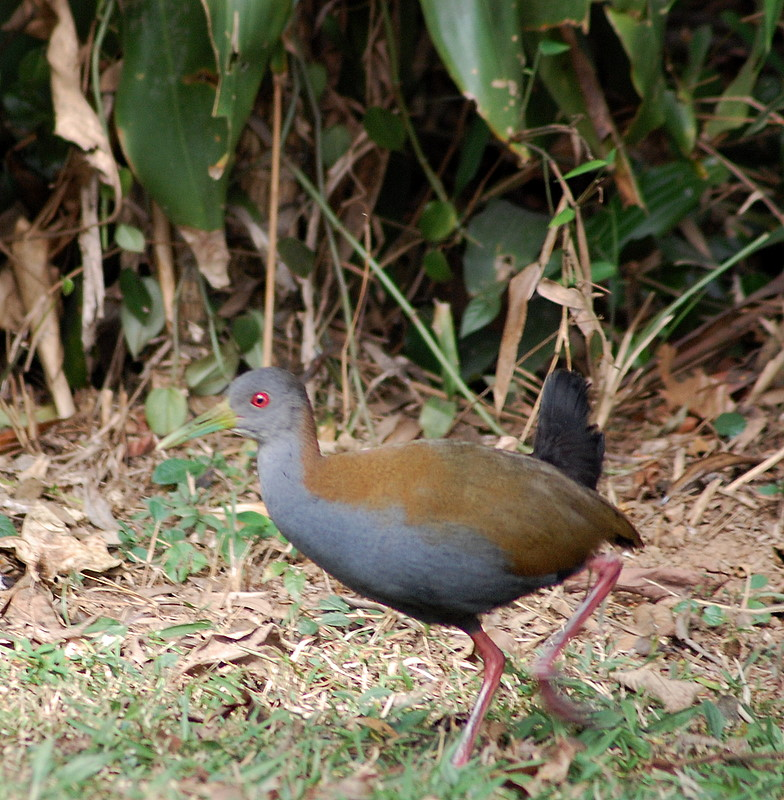
Парагвайський пастушок

Довжина птаха становить 34,5-36,5 г. Голова сірувато-коричнева, потилиця, задня частина шиї і верхня частина спини рудувато-коричневі, решта спини і крила оливково-зелені. Надхвістя чорнувато-сіре, хвіст чорний. Підборіддя і горло білуваті або блідо-білувато-охристі. Нижня частина тіла темно-сірі, нижня сторона крил чорнувата. Дзьоб світло-зеленуватий, біля основи синьо-зелений, лапи чорнуваті.

## Поширення і екологія
Парагвайські пастушки мешкають на південному сході Бразилії (на південь від Мінас-Жерайса і Еспіріту-Санту), на сході Парагваю та на північному сході Аргентини. Вони живуть у вологих атлантичних лісах, на болотах та на берегах річок. Зустрічаються поодинці або парами, на висоті до 1600 м над рівнем моря. Живляться комахами, їх личинками, яйцями водоплавних птахів, амфібіями і водною рослинністю. Гніздяться в чагарниках, на висоті 2 м над землею. В кладці від 4 до 5 яєць.